# Circuit de Zeltweg
Ne doit pas être confondu avec Circuit de Spielberg.
Le Circuit de Zeltweg utilisait les pistes du Fliegerhorst Hinterstoisser, un aérodrome militaire construit en 1959 et situé en Styrie, près de Zeltweg en Autriche.
L'idée d'utiliser l'aérodrome en tant que circuit automobile provient du succès du circuit de Silverstone, en Angleterre, également situé sur une base aérienne. Les organisateurs omettent de prendre en compte la nature abrasive de la piste et seulement deux Grands Prix d'Autriche s'y tiendront, en 1963 (hors championnat) et 1964. 
Trois éditions des 1 000 kilomètres de Zeltweg, épreuve du championnat du monde des voitures de sport, y ont lieu de 1966 à 1968 avant de déménager sur l'Österreichring, construit tout près.
Le circuit n'est plus en service.
Le 16 et 17 juillet 2021, Christoph Strasser réalise le record de longue distance en 24 heures à vélo sur le circuit par temps pluvieux. Il parcourt 1 026,215 km à une vitesse moyenne de 42,75 km/h,.